# 奎恩海姆
奎恩海姆是德国下萨克森州的一个市镇。总面积6.25平方公里，总人口437人，其中男性221人，女性216人（2011年12月31日），人口密度70人/平方公里。